# Ben Moerkoert
Benjamin Constant (Ben) Moerkoert (De Bilt, 3 augustus 1916 - Groningen, 22 augustus 2007) was een Nederlands piloot en vlieginstructeur op Groningen Airport Eelde. 

## Leven en werk
Eind jaren dertig werd hij leerlingjachtvlieger en tijdens de Tweede Wereldoorlog hielp hij in mei 1940 het Nederlandse leger bij de gevechten rondom de Grebbeberg. Hij deed dit met een linnen tweedekker. 
Na de oorlog werd hij jachtvlieger en instructeur bij de Nederlandse luchtmacht. In 1948 stapte hij over naar de Rijksluchtvaartschool, die toen nog was gevestigd in Gilze Rijen en vanaf 1953 in Eelde. Later ging hij werken voor Transavia, maar hij bleef instructeur bij de Noord Nederlandse Aeroclub - Eelde (NNAC). Hij zou dit dertig jaar blijven doen. 
Op zijn tachtigste verjaardag (in 1996) maakte hij probleemloos een vlucht in een oude Harvard. In 2006 maakte hij samen met zijn zoon - ook piloot - zijn laatste vlucht; de bestemming was Ameland Airport Ballum. 
Begin augustus 2007 belandde Ben Moerkoert met gezondheidsklachten in het ziekenhuis en overleed korte tijd daarna op 91-jarige leeftijd.